# Vestens rytterkonge
Vestens rytterkonge er en amerikansk stumfilm fra 1920 af Clifford Smith.

## Medvirkende
- Tom Mix som Tim Ryerson
- Colleen Moore som Sylvia Sturgis
- Henry Herbert som Ferdinand Baird
- William Ellingford som Silas Sturgis
- Buck Jones